# Sassari-Cagliari
La Sassari-Cagliari era una corsa in linea maschile di ciclismo su strada, che si disputò in Sardegna, tra il 1948 e il 2011.

## Storia
Voluta da un ex marciatore cagliaritano amante del ciclismo, Franco Pretti, si disputò con cadenza pressoché annuale dal 1948 al 1983. La corsa era conosciuta anche con il nome di Sassari-Cagliari, dato che si svolgeva lungo la via di congiunzione che da Sassari porta a Cagliari, la SS 131 "Carlo Felice".
Ci furono comunque alcune edizioni che si allontanarono dal tradizionale tracciato: già nel 1951, il percorso fu in direzione inversa con arrivo a Sassari, mentre nel 1965 e nel 1967 fu invece nota rispettivamente come Gran Premio di Alghero e Coppa Città di Alghero poiché disputata in un circuito attorno alla città catalana per via di lavori lungo la statale sarda. Nel 1971 la corsa dovette partire regolarmente dal capoluogo torresino ma per maltempo il percorso venne accorciato e il via venne dato ad Abbasanta. Nel 1975 invece Pretti decise di svolgere interamente la corsa a Cagliari su un circuito di due chilometri e mezzo da ripetere quaranta volte con arrivo in quota a Monte Urpinu, ma l'esperimento venne criticato dagli stessi corridori che ritennero il percorso troppo duro per essere a inizio stagione e oltre ad ottenere un taglio di 10 giri fecero sì che ciò non si sarebbe ripetuto in seguito.
La corsa nei primi anni venne preceduta da competizioni collaterali slegate tra loro e senza classifica generale su circuiti cittadini, gare a punti o gare a cronometro e tutta la kermesse venne chiamata Settimana Ciclistica Sarda. Dal 1958 tali manifestazioni vennero sostituite dal Giro di Sardegna, corsa a tappe anch'essa ideata da Pretti e con il supporto dell'allora presidente della Repubblica sardo Antonio Segni, accoppiata che rimase stabile, diventando quindi una classica d'apertura della stagione ciclistica subito dopo appunto la corsa a tappe nell'isola (tranne nelle edizioni 1965, 1967 e 1969), fino al 1983, anno in cui il ciclismo professionistico sparì dalla Sardegna. 
Il Giro di Sardegna tentò una ripartenza nel biennio 1996-1997, ma ad esso non venne affiancata la Sassari-Cagliari, mentre nel decennio successivo ci furono altre tre edizioni della corsa a tappe e in due di queste, nel 2010 e nel 2011, si decise di ripristinare nuovamente una corsa di un giorno, staccandosi dal percorso tradizionale però, che col tempo si è evoluto in una strada extraurbana e quindi di scarsa competitività sportiva. Il revamping venne chiamato Classica Sarda e nell'edizione 2010 vide un percorso da Sassari a Olbia, chiamata Classica Sarda: Olbia-Pantogia, mentre l'anno successivo si corse da Barumini a Chiaramonti. Alla gara venne assegnata la classe 1.1 del calendario UCI Europe Tour, tuttavia furono le uniche e ultime due edizioni, dato che poi sparì anche il Giro di Sardegna e la corsa di un giorno non fu prevista nel ritorno della corsa a tappe nelle edizioni 2020 e 2021.

## Albo d'oro
Aggiornato all'edizione 2011.
| Anno      | Vincitore              | Secondo                  | Terzo                 |
| --------- | ---------------------- | ------------------------ | --------------------- |
| 1948      | Adolfo Leoni           | Luciano Maggini          | Giovanni Corrieri     |
| 1949      | Italo De Zan           | Vincenzo Rossello        | Marcello Paolieri     |
| 1950      | non disputato          | non disputato            | non disputato         |
| 1951      | Renzo Soldani          | Gino Bartali             | Giancarlo Astrua      |
| 1952      | Giovanni Corrieri      | Mario Baroni             | Ivo Baronti           |
| 1953      | Fiorenzo Magni         | Giuseppe Minardi         | Giovanni Corrieri     |
| 1954      | Hugo Koblet            | Stefano Gaggero          | Remo Bartalini        |
| 1955      | Donato Piazza          | Vincenzo Zucconelli      | Bruno Monti           |
| 1956      | Nello Fabbri           | Giuseppe Pintarelli      | Bruno Monti           |
| 1957      | Alfred De Bruyne       | Rik Van Looy             | Guido Boni            |
| 1958      | non disputata          | non disputata            | non disputata         |
| 1959      | Edgard Sorgeloos       | Vito Favero              | Guido Carlesi         |
| 1960      | Miguel Poblet          | Rik Van Looy             | Rino Benedetti        |
| 1961      | non disputata          | non disputata            | non disputata         |
| 1962      | Guido Carlesi          | Livio Trapè              | Franco Magnani        |
| 1963      | Battista Babini        | Antonio Suárez           | Luigi Mele            |
| 1964      | Edgard Sorgeloos       | Antonio Suárez           | Guido Carlesi         |
| 1965      | Rik Van Looy           | Edward Sels              | Jean Graczyk          |
| 1966      | Pasquale Fabbri        | Giampiero Macchi         | Adriano Durante       |
| 1967      | Robert Lelangue        | Henri De Wolf            | Evert Dolman          |
| 1968      | Franco Bitossi         | Jos van der Vleuten      | Eddy Merckx           |
| 1969      | Vittorio Adorni        | Giuseppe Milioli         | Luigi Sgarbozza       |
| 1970      | Rudi Altig             | Attilio Rota             | Giacinto Santambrogio |
| 1971      | Albert Van Vlierberghe | Guido Reybrouck          | Patrick Sercu         |
| 1972      | Giancarlo Polidori     | Romano Tumellero         | Patrick Sercu         |
| 1973      | Patrick Sercu          | Marino Basso             | Franco Ongarato       |
| 1974      | Giancarlo Polidori     | Wilmo Francioni          | Joseph Bruyère        |
| 1975      | Eddy Merckx            | Gianbattista Baronchelli | Roland Salm           |
| 1976      | Roger De Vlaeminck     | Franco Bitossi           | Gary Clively          |
| 1977      | Ercole Gualazzini      | Pierino Gavazzi          | Felice Gimondi        |
| 1978      | Roger De Vlaeminck     | Giuseppe Martinelli      | Franco Bitossi        |
| 1979      | non disputata          | non disputata            | non disputata         |
| 1980      | Serge Parsani          | Claudio Torelli          | Carmelo Barone        |
| 1981      | non disputata          | non disputata            | non disputata         |
| 1982      | Alfons De Wolf         | Pierangelo Bincoletto    | Giovanni Mantovani    |
| 1983      | Giuseppe Saronni       | Giovanni Mantovani       | Frits Pirard          |
| 1984-2009 | non disputata          | non disputata            | non disputata         |
| 2010      | Giovanni Visconti      | Fabio Sabatini           | Geoffroy Lequatre     |
| 2011      | Pavel Brutt            | Emanuele Sella           | Peter Sagan           |